# 愛宕山古墳 (水戸市)
愛宕山古墳（あたごやまこふん）は、茨城県水戸市愛宕町にある前方後円墳。国の史跡に指定されている（1934年（昭和9年）5月1日指定）。

## 概要
那珂川西岸の河岸段丘上に位置し、標高約30メートル、周辺からの比高約25メートル、主軸は後円部を北西に置き、前方部を南東にむけて築造されている。
- 墳丘長140メートル
- 後円部径79メートル・高さ10.7メートル
- 前方部長61メートル・前方部幅76メートル以上・高さ8.8メートル
- 宅地化が著しいため、規模は不明であるが、区割りから盾形の周濠をもつと考えられる。
- 1978年（昭和53年）の範囲確認調査で、周濠内から比較的大型の円筒埴輪片や須恵器が出土している。

茨城県内では石岡市の舟塚山古墳、常陸太田市の梵天山古墳に次いで3番目の大きさを誇る前方後円墳で、墳形や出土品の埴輪（円筒埴輪III式と須恵器（壺）などから、5世紀初めごろ（5世紀前半）または6世紀に築造された古墳と見られる。古代にこの地にあったとされる仲国造の初代である建借間命の墓と推定する説があるが、国造が成務朝に設置されたとする伝承や、愛宕山古墳に先行する常陸鏡塚古墳の存在から、建借間命の二、三世代後の人物が被葬者ではないかと推定する説もある。
後円部上に愛宕神社が鎮座する。主軸線上に参道が前方部に続いており、石段が設けられ、後円部西側にも設けられている。
周辺には、姫塚古墳をはじめとするかなりの数の古墳が存在し、古墳群を形成していた。